# Минчо Спасов
Минчо Викторов Спасов е български политик от Национално движение „Симеон Втори“ (НДСВ).

## Биография
Минчо Спасов е роден през 1964 година в София. През 1981 година завършва 18 ЕСПУ „Кирил и Методий“, а през 1985 година – право в Софийския университет „Климент Охридски“, след което работи като адвокат в Ямбол. През 1990 година е избран за общински съветник от Съюза на демократичните сили (СДС) и остава на този пост до 1994 година, като оглавява и групата на общинските съветници на СДС.
През 2001 година Спасов се включва в новосъздадената партия НДСВ и се кандидатира за народен представител в Ямболския район. Той е областен управител на Област Ямбол до влизането си в Народното събрание през 2004 година. През следващата година оглавява парламентарна анкетна комисия, проверяваща отпускането на кредити на страни от Третия свят. Има докторска степен по административно право.
През юли 2005 година Минчо Спасов е преизбран и става заместник-председател на Парламентарната група на НДСВ. През февруари 2008 година става председател на парламентарната комисия по вътрешна сигурност и обществен ред. През следващите месеци става известен с критиките си към ръководството на Министерството на вътрешните работи, последвани от оставката на вътрешния министър Румен Петков.
На президентските избори през 2016 г. се кандидатира за вицепрезидент заедно с Татяна Дончева. 